# Jonas Rasmussen
Jonas Rasmussen (Aarhus, 28 oktober 1977) is een Deense badmintonner.
Rasmussen kon voor het eerst een mooi resultaat neerzetten op een groter toernooi in 2002 toen hij in het dubbelgemengd de halve finale bereikte op de Dutch Open. Amper enkele weken later won hij aan de zijde van Lars Paaske de German Open in Hamburg.
De daaropvolgende jaren slaagde Rasmussen erin om op regelmatige basis van zich te laten spreken door goede prestaties op diverse belangrijke toernooien.
Hij won het herendubbel op het WK in Birmingham in 2003, opnieuw aan de zijde van Paaske. Op datzelfde toernooi was er nog brons in het gemengd dubbel (samen met Rikke Olsen).
Een jaar later was er op het EK brons en zilver weggelegd voor Rasmussen.
Rasmussen nam ook deel aan de Olympische Spelen in 2004. In het herendubbel werden Paaske en hij uitgeschakeld in de achtste finales. Het verging Rasmussen wel beter in het gemengd dubbel, waarin hij net naast een medaille greep na verlies in de kleine finale tegen Jens Eriksen en Mette Schjoldager.
In 2006 haalde hij opnieuw brons op een WK, dit keer in het herendubbel.

## Belangrijkste resultaten

### Kampioenschappen
| Jaar | Wereldkampioenschappen | Wereldkampioenschappen | Europese kampioenschappen | Europese kampioenschappen |
|      | heren dubbel           | gemengd dubbel         | heren dubbel              | gemengd dubbel            |
| ---- | ---------------------- | ---------------------- | ------------------------- | ------------------------- |
| 2003 | Goud                   | Brons                  |                           |                           |
| 2004 |                        |                        | Brons                     | Zilver                    |
| 2006 | Brons                  |                        |                           |                           |
| 2008 |                        |                        | Goud                      |                           |

### Andere toernooien
| Jaar | Heren dubbel                                    | Gemengd dubbel                        |
| ---- | ----------------------------------------------- | ------------------------------------- |
| 2002 | German Open                                     | German Open                           |
| 2003 | Singapore Open · China Open                     |                                       |
| 2004 | Denmark Open                                    |                                       |
| 2005 | Thailand Open · All England Open · Denmark Open |                                       |
| 2006 | Finnish International · Denmark Open            | Malaysia Open · Finnish International |